# Floursies
Floursies – miejscowość i gmina we Francji, w regionie Hauts-de-France, w departamencie Nord.
Według danych na rok 1990 gminę zamieszkiwało 129 osób, a gęstość zaludnienia wynosiła 28 osób/km² (wśród 1549 gmin regionu Nord-Pas-de-Calais Floursies plasuje się na 1074. miejscu pod względem liczby ludności, natomiast pod względem powierzchni na miejscu 715.).